# Сахаба
Саха́ба (араб. الصحابة‎ — «соратники», ед. ч. صحابي‎, сахаби́), или асха́бы (الأصحاب‎) — сподвижники пророка Мухаммада, которые виделись с ним и уверовали в него как в Посланника Аллаха, то есть стали мусульманами (до конца своей жизни).
Поначалу сахабами «называли лишь тех, кто непосредственно участвовал в военных походах пророка Мухаммада и составлял наиболее надёжную часть мусульманской армии». Члены семьи пророка и встречавшиеся с ним дети также являются сподвижниками. Сподвижниками не являются те люди, которые встречались с ним только до начала его пророческой миссии и не встречались после этого. Авторитетных и наиболее активных сподвижников называют асхаб аль-кирам.

## Категории сахаба
Мусульманские учёные подразделяют сподвижников на три группы:
- Мухаджиры — сподвижники, совершившие Хиджру — переселение из Мекки (или из других мест) в Медину. Они оставили своё имущество, родственников и родину ради ислама.
- Ансары — мусульмане, проживавшие в Медине или поблизости от неё.
- Другие сподвижники — те, кто принял ислам в разных местах, в том числе и в самой Мекке после её взятия. Их не называют ни мухаджирами, ни ансарами, а только сахаба.

Мусульмане обязаны уважать всех сподвижников пророка, не выделяя кого бы то ни было. С этим мнением не согласны шииты. Они утверждают, что среди сподвижников есть и хорошие и плохие.

## Роль и место сахаба в исламе
«Сахабы сыграли особую роль в становлении ислама, так как после смерти Мухаммада они стали передатчиками хадисов (рассказов о делах, поступках и помыслах пророка), которые до сих пор являются одним из основных источников исламского религиозного и этико-правового учения». По мнению мусульман-суннитов, самыми достойными людьми являются пророки, а после них — сподвижники Мухаммада. Среди последних самыми достойными считаются первые 4 халифа, называемые праведными: это Абу Бакр, Умар ибн аль-Хаттаб, Усман и Али ибн Абу Талиб; следом идут ещё 6 сподвижников, которым, наряду с перечисленными, ещё при жизни было сообщено Мухаммадом, что они попадут в Рай, а также внуки пророка Хасан и Хусейн.
Первой сподвижницей Мухаммада стала его жена Хадиджа; из свободных мужчин первым ислам принял Абу Бакр, из детей — Али ибн Абу Талиб, а из рабов — Зайд ибн Харис. В первые 3 года, когда пророк вёл тайный призыв к исламу, со всей Мекки он собрал лишь 40 единомышленников. В битве при Бадре участвовало 313 сподвижников. В книге мусульманского учёного аль-Куртуби (умер в 1071) приведены биографии 2770 сподвижников. При взятии Мекки их было 10 000.
Среди сподвижников выделялись мухаджиры и ансары, влиявшие на выборы халифов и занимавшие руководящие посты в халифате (наместники, военачальники и т. д.).

### Сподвижники — передатчики хадисов
После смерти Мухаммада сахабы стали носителями хадисов. Они пользовались большим уважением и авторитетом, что нашло отражение в появившихся в IX века биографических словарях переводчиков хадисов: асхабы заняли в них почётное место. Впоследствии создаются биографические словари, посвященные исключительно сподвижникам. Один из крупнейших таких словарей, составленный Аскалани (XV век), содержит сведения о более чем 12 тысяч лиц, лично знакомых с пророком Мухаммедом.
Сподвижники, передавшие наибольшее число хадисов:
- Абу Хурайра — 5374 хадиса
- Абдуллах ибн Умар — 2630 хадисов
- Анас ибн Малик — 2286 хадисов
- Аиша бинт Абу Бакр — 2210 хадисов
- Абдуллах ибн Аббас — 1660 хадисов.

Отношение шиитов к сахабам определялось их религиозно-политической концепцией, согласно которой отношение к сподвижникам было неоднозначным, и некоторые из них рассматривались как пособники «узурпаторов» власти (династии Омейядов). Шииты не признают достоверными предания, передаваемые со слов этих сподвижников, противопоставляя им предания, передаваемые со слов шиитских имамов и их последователей.